# Klortrifluorid
Klortrifluorid är en kemisk förening mellan klor och fluor. Den är en giftig, frätande och mycket reaktiv gas eller (nerkyld eller komprimerad) vätska.

## Framställning
Ämnet framställs genom att blanda klorgas och fluorgas. Processen ger även klormonofluorid (ClF) och de två ämnena separeras sedan genom destillation.
{\displaystyle {\rm {3\ F_{2}+Cl_{2}\rightarrow 2\ ClF_{3}}}}

## Egenskaper
Klortrifluorid är ett starkt oxidations- och halogeniseringsmedel. Det är mycket reaktivt och angriper de flesta organiska och oorganiska material. Reaktionerna är ofta häftiga, ibland även explosiva. I kontakt med vatten bildas både saltsyra och fluorvätesyra, oftast i gasform då reaktionen är både häftig och exoterm. Svavelväte spontandetonerar i kontakt med klortrifluorid vid rumstemperatur. Eftersom klortrifluorid är ett starkare oxidationsmedel än syre så angriper den även oxider. Dessa reaktioner är dock inte häftiga.

## Användning

### Industri
Det huvudsakliga användningsområdet för klortrifluorid är framställning av uranhexafluorid (UF6).
{\displaystyle {\rm {U+3\ ClF_{3}\rightarrow UF_{6}+3\ ClF}}}

### Stridsgas
I slutet av 1930-talet utvärderades och testades klortrifluorid som stridsgas av Kaiser Wilhelm-institutet i Tyskland. Ämnet gick under namnet N-stoff och en fabrik för att producera klortrifluorid byggdes i Falkenhagen. När fabriken erövrades av Röda armén 1944 hade 50 ton N-stoff hunnit tillverkas. Ämnet har aldrig använts i krig.

### Raketbränsle
På grund av dess starka oxidationsegenskaper så är den intressant som hypergoliskt raketbränsle, men samma egenskap gör det också svårt att hantera och förvara ämnet. Det kan förvaras i tankar av metall eftersom det bildas ett skyddande lager av metallfluorid på insidan, men om fluoriden smälter eller nöts bort så äter sig ämnet genom tanken.